# Carex melinacra
Carex melinacra är en halvgräsart som beskrevs av Adrien René Franchet. Carex melinacra ingår i släktet starrar, och familjen halvgräs.

## Underarter
Arten delas in i följande underarter:
- C. m. changningensis
- C. m. melinacra